# Besseggen

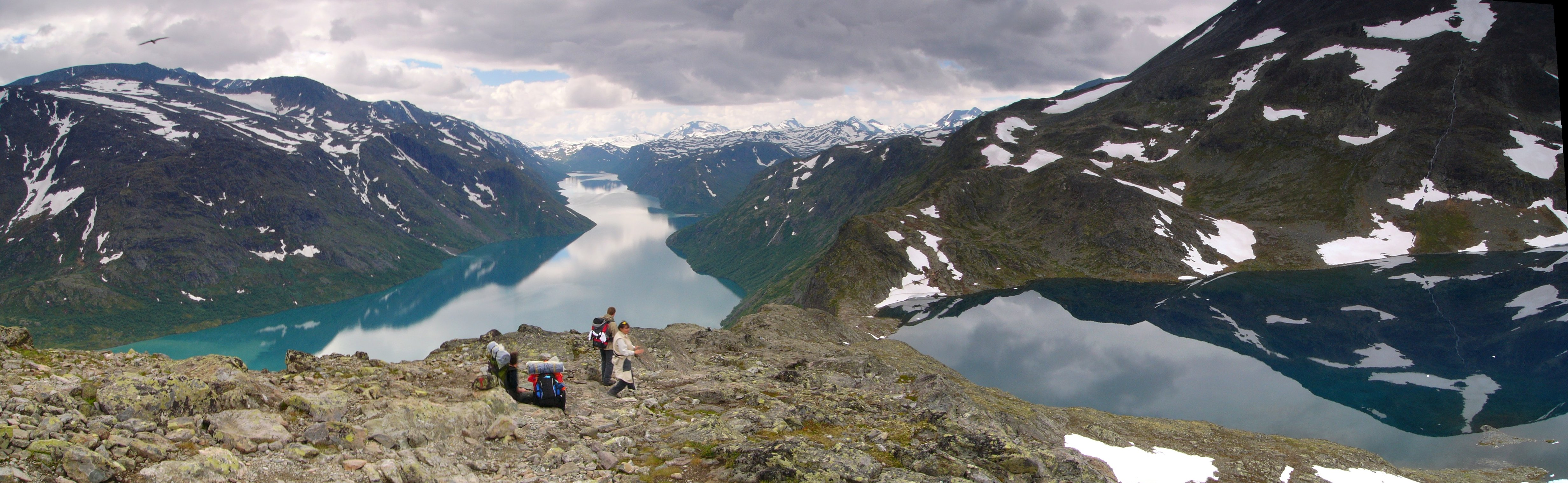
Besseggenský hřeben z východu.

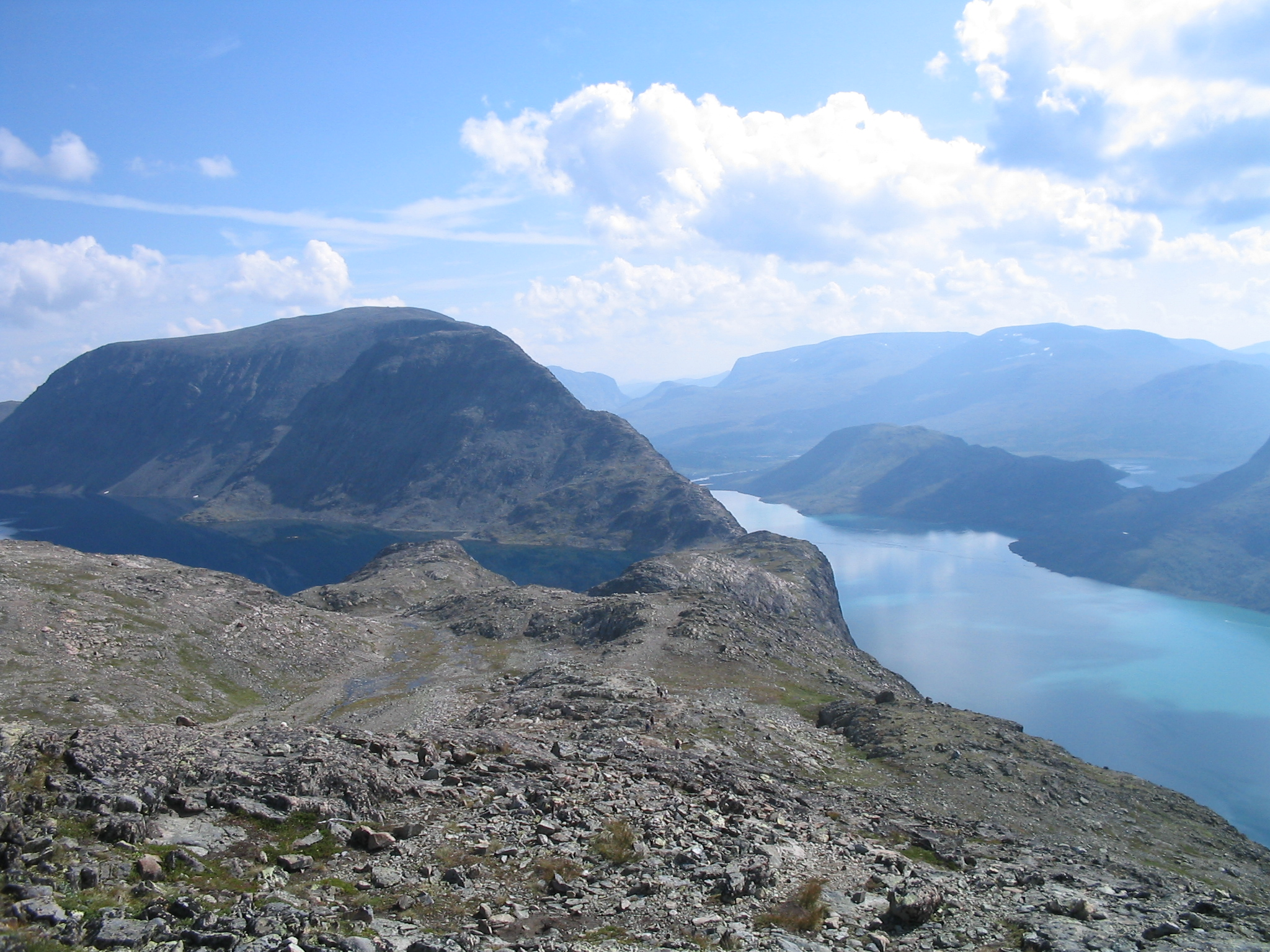
Besseggen ze západu s jezerem Bessvatnet vlevo a jezerem Gjende vpravo.

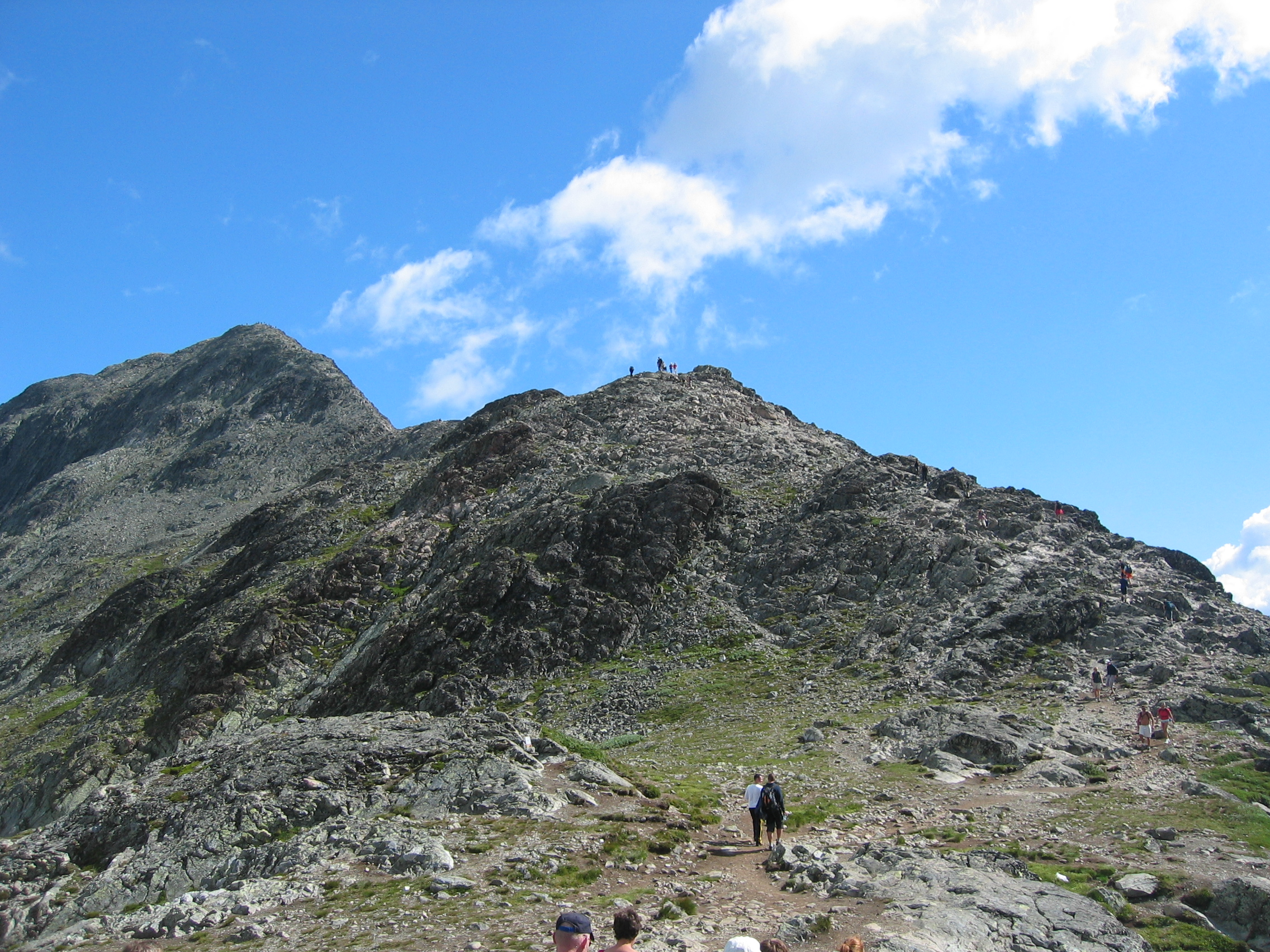
Besseggen směrem na východ

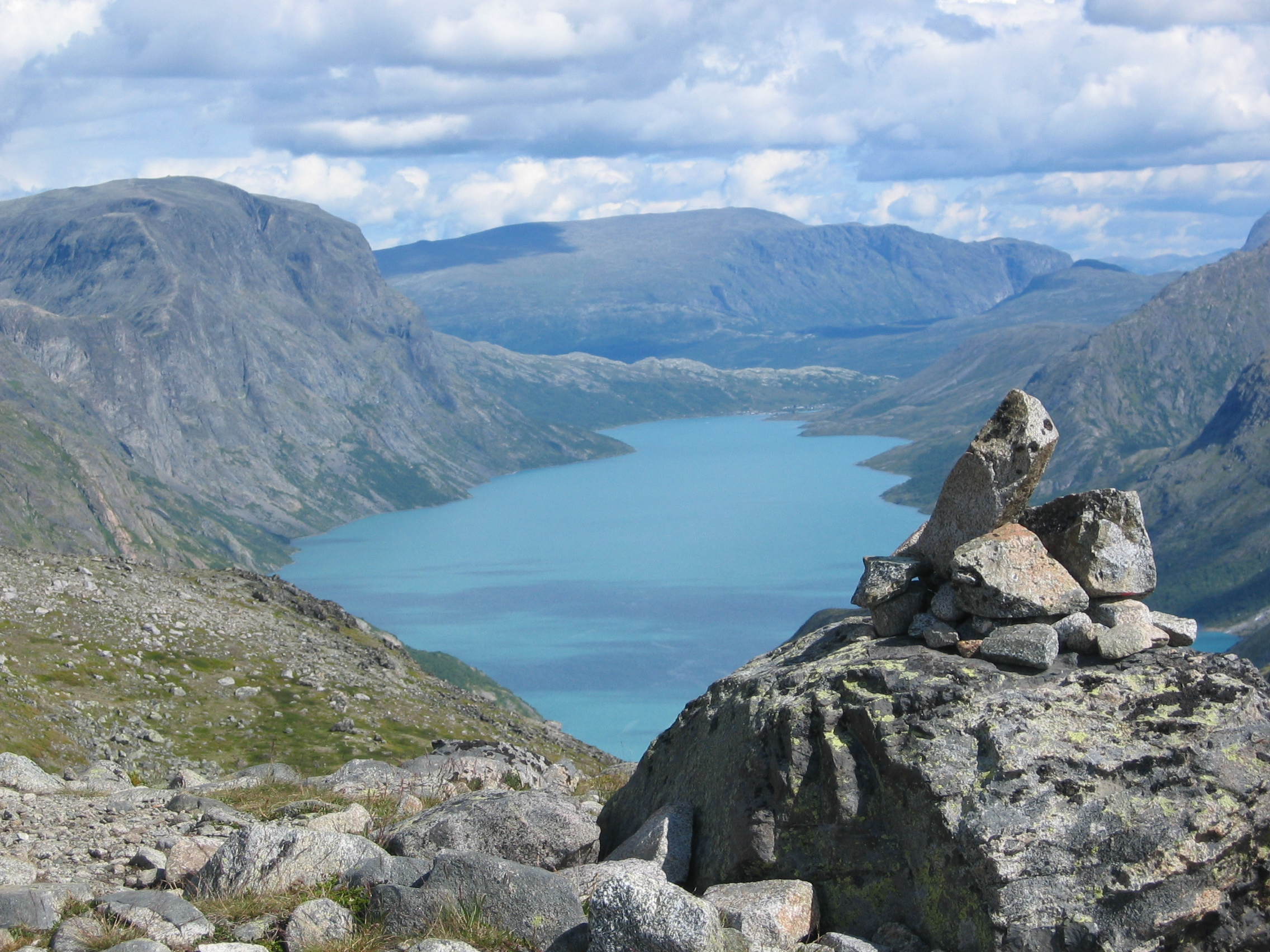
Pohled na jezero Gjende směrem na východ, s hřebenem Besseggen vlevo

Besseggen (nebo Besseggi) je horský hřeben v oblasti Vågå v norském kraji Innlandet. Nachází se na východě Jotunheimenu, mezi jezery Gjende a Bessvatnet. Cesta po hřebeni Besseggen je jedním z nejoblíbenějších treků v Norsku. Každý rok tuto cestu absolvuje okolo 50 000 lidí. Cesta po Besseggenu začíná v Gjendesheimu, vede stezkou nahoru na nejvyšší bod, Veslfjellet (1743 m), pokračuje klesáním, dále relativní rovinou Bandet (na úpatí Besshø), a končí v Memurubu, kde je jedna z variant cesty nastoupit na trajekt zpátky do Gjendesheimu. Cesta po hřebenu zabere 6 hodin bez přestávek.
Z Besseggenu je nádherný výhled na jezero Gjende a jezero Bessvatnet. Jedinečným aspektem tohoto výhledu je skutečnost, že jezero Gjende leží téměř 400 m níž, než jezero Bessvatnet, a zatímco jezero Bessvatnet má modrou barvu, typickou pro ostatní jezera, jezero Gjende má barvu zelenou. Zelená barva je způsobena jílem, který je do jezera zanášen spolu s vodou tajícího ledovce (rock flour). Při pohledu dolů směrem k Memurubu je možné spatřit řeku Muru, jak do jezera vnáší typickou barvu.

## Dopad turistiky
Vysoký počet turistů vede k časté erozi stezky vedoucí po Besseggenem z Gjendesheimu do Memurubu. V roce 2005 norská vláda vydala 1,2 milionu Norských korun na zrestaurování této cesty. Projekt zahrnoval umístění kamenných desek na stezku, aby se zabránilo dalšímu poškozování a prevenci další eroze. Kamenné desky byly dopraveny vrtulníkem z Vågå, protože těžba kamene je v Jotunheimenu zakázaná. Technika použitá k vydláždění stezek byla vyzkoušena v Národním parku Snowdonia ve Walesu.

## Soutěže
V letech 1961, 1962 a 1963 byl v létě uspořádán závod s názvem Besseggløpet přes Besseggenský hřeben. Závod organizovala Norges Orienteringsforbund ve spolupráci s Den Norske Turistforening. Rekordní čas z roku 1963 zaběhl Reidar Andreassen, který byl v cíli o čtyři a půl minuty před dalším závodníkem. Rekordní čas 1 hodina 16 minut a 48 sekund drží dodnes. Ženský rekord z roku 1963 zaběhla Valborg Østberg z Gjøviku s časem 1 hodina 39 minut a 47 sekund. 32letá manželka a matka dvou dětí běžela závod jako zpravodajka deníku Dagbladet.